# صالح باي (ولاية سطيف)
صالح باي (بالإنجليزية: Salah Bey)‏ هي مدينة وبلدية جزائرية تقع شمال شرق الجمهورية الجزائرية الديمقراطية الشعبية بـ دائرة صالح باي التابعة إداريا وإقليميا إلى ولاية سطيف جزائرية، تتواجد بـ جنوب الولاية، وتبعد عن مركز الولاية مدينة سطيف بـ 41 كم...

## حقائق سريعة
- صالح باي بلدية جزائرية تابعة إقليمياً وإدارياً إلى دائرة صالح باي التابعة إلى ولاية سطيف الجزائرية.
- تقع بلدية صالح باي شمال شرق الجزائر جنوب مدينة سطيف الجزائرية في الجهة الشرقية من إقليم الهضاب العليا، وفي الإقليم الشمال الشرقي الجزائري.
- تقع بلدية صالح باي على دائرة عرض: 35.9005471 وخط طول: 5.2134801 وعلى ارتفاع 978 متر فوق سطح البحر، في الموقع الفلكي 35° 51′ 15″ شمالاً، 5° 17′ 30″ شرقاً.
- يمر بـ بلدية صالح باي الطريق الوطني رقم 28 ، والطريق الولائي رقم 64.
- يوجد بـ بلدية صالح باي شبكة من الطرق البلدية والتي تربط جميع الأماكن الحضرية، والتجمعات السكانية بـ البلدية ببعضها البعض.
- يبعد مركز ولاية سطيف مدينة سطيف عن بلدية صالح باي بـ 51 كلم، والذي يقع على الشمال منها.

## عن البلدية
إن بلدية صالح باي من أهم بلديات ولاية سطيف الجزائرية، نظرا لوجودها في مكان إستراتيجي، ولمرور الطريق الوطني رقم 28 بها الرابط بين مدينة سطيف ، وبريكة والمؤدي إلى مدينة عين التوتة...

## نبذة عن المنطقة
توجد بلدية صالح باي شمال شرق الجزائر، ضمن الإقليم الشمالي الشرقي الجزائري، وفي إقليم الهضاب العليا، في الجهة الشرقية من الإقليم، وبالضبط في عاصمة الهضاب العليا ولاية سطيف، في الجهة الجنوبية من الولاية، جنوب مدينة سطيف تبعد عنها بـ 51 كلم، على دائرة عرض: 35.9393423 وخط طول: 5.8507877 وعلى ارتفاع 978 متر فوق سطح البحر، في الموقع الفلكي: 35° 51′ 15″ شمالاً، 5° 17′ 30″ شرقاً، تابعة إداريا دائرة صالح باي، وهي تابعة إداريا وإقليميا إلى ولاية سطيف، يمر بها الطريق الوطني رقم 28، والطريق الوائي رقم 64 يمارس سكانها الزراعة، تربية الماشية والدواجن، والصناعة والحرف التقليدية، كما ستشهد في المستقبل القريب مشروع منطقة صناعية سيوفر الكثير من مناصب الشغل...

## التركيبة السكانية
ككل المناطق والبلديات الجزائرية يحتل الشباب النسبة الأكبر من عدد سكان بلدية صالح باي.

## التركيبة العرقية
سكان بلدية صالح باي من الأمازيغ الشاوية وبعض قبائل 

## اللغة
يتكلم سكان بلدية صالح باي اللهجة العربية الجزائرية الشرقية، كما يجيدون اللغة العربية الفصحى ويتحدث جزء منهم اللغة الأمازيغية الشاوية الريغية (آيت لوقا). علما أن جزءا كبيرا من أمازيغ ريغة التي يقطنونها (أحفاد يحيى بن مساهل الريغي الأمازيغي) قد تعرّب لسانهم.

## الدين
سكان بلدية صالح باي هم من المسلمين. المالكية في الفقه، والأشعرية في العقيدة، والجنيدية في المنهج، الرحمانية في الطريقة...

## الديموغرافيا
غالبية سكان بلدية صالح باي يتبعون الزاوية الرحمانية، وهم على الطريقة الرحمانية الحفناوي، الخلوتية، البكرية.

## القانون
يطبق في بلدية صالح باي قوانين ولاية سطيف، وقوانين الجمهورية الجزائرية الديمقراطية الشعبية.

## الاقتصاد
تتميز بلدية صالح باي بتنوع الأنشطة الاقتصادية فيها، كالفلاحية منها وبجميع أنواعها من الزراعة، وتربية المواشي، والدواجن، كما تعرف المنطقة نشاطاً مميزا في مجال الصناعات التقليدية.

### الفلاحة
تعرف بلدية صالح باي نشاطات فلاحية متنوعة، كالزراعة وتربية الماشية، والدواجن، وتربية النحل..

#### الزراعة
تتميز بلدية صالح باي بكثافة وتنوع النشاط الزراعي بها..

#### تربية المواشي
تعرف بلدية صالح باي بتربية المواشي، بمختلف أنواعها، من أبقار، وماعزٍ، وضأن.

#### تربية الدواجن
تعرف بلدية صالح باي ، بكثرة مؤسسات تربية، الدواجن وبجميع أنواعها.

#### تربية النحل وإنتاج العسل
تعرف بلدية صالح باي نشاطاً متميزاً في مجال تربية النحل وإنتاج العسل الحر الطبيعي، وتعرف بجودة ووفرة هذا المنتوج...

### الصناعة التقلليدية والحرف
تتميز بلدية صالح باي بكثرة النشاط في مجال الصناعية التقليدية..

### التجارة
تعرف بلدية صالح باي مؤخرا نشاطات تجارية مختلفة...

## جغرافيا
توجد بلدية صالح باي شمال شرق البلاد (الجزائر)، ضمن الإقليم الشمالي الشرقي الجزائري، وفي إقليم الهضاب العليا، في الجهة الشرقية من الإقليم، وبالضبط في عاصمة الهضاب العليا (ولاية سطيف)، في الجهة الجموبية من الولاية، على دائرة عرض: 35.8238753 وخط طول: 5.1948077 وعلى ارتفاع 978 متر فوق سطح البحر.

### الموقع
* الموقع الجغرافي:
صالح باي (ولاية سطيف)
- الإحداثيات: 35°51′15″N 5°17′3″E / 35.85417°N 5.28417°E

35° 51′ 15″ شمالاً، 5° 17′ 30″ شرقاً
- دائرة عرض: 35.8238753
- خط طول: 5.1948077
- الارتفاع: 978 متر فوق سطح البحر

### الطبوغرافيا
تقع بلدية صالح باي شمال شرق الجزائر، جنوب ولاية سطيف، على دائرة عرض: 35.8238753 وخط طول: 5.1948077، وعلى ارتفاع 978 متر فوق سطح البحر، في الموقع الفلكي: 35° 51′ 17″ شمالاً، 5° 17′ 30″ شرقاً، بـ إقليم الهضاب العليا، في الجهة الشرقية منه، وضمن الإقليم الشمال الشرقي الجزائري، تكثر بها التجمعات السكانية، والأماكن الحيوية، وتتمركز في كل أماكن قطر المنطقة، وسطاً، وشمالاً وجنوباً، وشرقاً، وغرباً...

## المناخ
- مناخ صالح باي متوسطي (أقاليم مناخية: Csa)

* الطقس: صالح باي (ولاية سطيف)
تتميز بلدية صالح باي بشتاء بارد وممطر، كما تعرف المنطقة هطول ثلوج كثيفة لأيام عديدة من فصل الشتاء، وبداية فصل الربيع «كالعديد من المناطق الداخلية الجزائرية»، أما فصل الصيف فهو حار نسبيا وجاف.
| البيانات المناخية لـبلدية صالح باي (ولاية سطيف)                                                            | البيانات المناخية لـبلدية صالح باي (ولاية سطيف) | البيانات المناخية لـبلدية صالح باي (ولاية سطيف) | البيانات المناخية لـبلدية صالح باي (ولاية سطيف) | البيانات المناخية لـبلدية صالح باي (ولاية سطيف) | البيانات المناخية لـبلدية صالح باي (ولاية سطيف) | البيانات المناخية لـبلدية صالح باي (ولاية سطيف) | البيانات المناخية لـبلدية صالح باي (ولاية سطيف) | البيانات المناخية لـبلدية صالح باي (ولاية سطيف) | البيانات المناخية لـبلدية صالح باي (ولاية سطيف) | البيانات المناخية لـبلدية صالح باي (ولاية سطيف) | البيانات المناخية لـبلدية صالح باي (ولاية سطيف) | البيانات المناخية لـبلدية صالح باي (ولاية سطيف) | البيانات المناخية لـبلدية صالح باي (ولاية سطيف) |
| الشهر | يناير                                           | فبراير                                          | مارس                                            | أبريل                                           | مايو                                            | يونيو                                           | يوليو                                           | أغسطس                                           | سبتمبر                                          | أكتوبر                                          | نوفمبر                                          | ديسمبر                                          | المعدل السنوي                                   |
| --- | ----------------------------------------------- | ----------------------------------------------- | ----------------------------------------------- | ----------------------------------------------- | ----------------------------------------------- | ----------------------------------------------- | ----------------------------------------------- | ----------------------------------------------- | ----------------------------------------------- | ----------------------------------------------- | ----------------------------------------------- | ----------------------------------------------- | ----------------------------------------------- |
| الدرجة القصوى °م (°ف)                                                                                      | 19.3 (66.7)                                     | 21.0 (69.8)                                     | 24.1 (75.4)                                     | 28.3 (82.9)                                     | 32.0 (89.6)                                     | 31.6 (88.9)                                     | 33.5 (92.3)                                     | 38.0 (100.4)                                    | 35.2 (95.4)                                     | 32.0 (89.6)                                     | 23.0 (73.4)                                     | 20.7 (69.3)                                     | 38.0 (100.4)                                    |
| متوسط درجة الحرارة الكبرى °م (°ف)                                                                          | 8.5 (47.3)                                      | 9.0 (48.2)                                      | 10.9 (51.6)                                     | 11.2 (52.2)                                     | 12.1 (53.8)                                     | 18.6 (65.5)                                     | 24.0 (75.2)                                     | 30.7 (87.3)                                     | 22.1 (71.8)                                     | 15.2 (59.4)                                     | 10.6 (51.1)                                     | 7.3 (45.1)                                      | 15.0 (59.0)                                     |
| المتوسط اليومي °م (°ف)                                                                                     | 6.1 (43.0)                                      | 7.1 (44.8)                                      | 8.6 (47.5)                                      | 9.4 (48.9)                                      | 12.6 (54.7)                                     | 17.5 (63.5)                                     | 20.2 (68.4)                                     | 18.2 (64.8)                                     | 16.4 (61.5)                                     | 11.4 (52.5)                                     | 10.4 (50.7)                                     | 8.9 (48.0)                                      | 12.2 (54.0)                                     |
| متوسط درجة الحرارة الصغرى °م (°ف)                                                                          | 3.6 (38.5)                                      | 2.1 (35.8)                                      | 2.2 (36.0)                                      | 3.5 (38.3)                                      | 8.0 (46.4)                                      | 9.3 (48.7)                                      | 12.3 (54.1)                                     | 15.6 (60.1)                                     | 10.7 (51.3)                                     | 9.5 (49.1)                                      | 6.1 (43.0)                                      | 3.4 (38.1)                                      | 7.2 (45.0)                                      |
| أدنى درجة حرارة °م (°ف)                                                                                    | −6.0 (21.2)                                     | −7.6 (18.3)                                     | −4.0 (24.8)                                     | −2.2 (28.0)                                     | 1.0 (33.8)                                      | 4.0 (39.2)                                      | 6.7 (44.1)                                      | 9.0 (48.2)                                      | 7.0 (44.6)                                      | 2.0 (35.6)                                      | −4.0 (24.8)                                     | −5.0 (23.0)                                     | −7.6 (18.3)                                     |
| الهطول مم (إنش)                                                                                            | 58.6 (2.31)                                     | 52.3 (2.06)                                     | 54.8 (2.16)                                     | 45.2 (1.78)                                     | 35.5 (1.40)                                     | 16.9 (0.67)                                     | 7.9 (0.31)                                      | 10.2 (0.40)                                     | 24.4 (0.96)                                     | 26.4 (1.04)                                     | 30.5 (1.20)                                     | 60.1 (2.37)                                     | 422.8 (16.66)                                   |
| متوسط الأيام الممطرة (≥ 1 mm)                                                                              | 9                                               | 7                                               | 6                                               | 7                                               | 10                                              | 5                                               | 8                                               | 9                                               | 16                                              | 14                                              | 18                                              | 22                                              | 131                                             |
| متوسط الأيام المثلجة (≥ 1 cm)                                                                              | 22                                              | 18                                              | 19                                              | 16                                              | 0                                               | 0                                               | 0                                               | 0                                               | 1                                               | 4                                               | 8                                               | 10                                              | 98                                              |
| متوسط الرطوبة النسبية (%)                                                                                  | 67.9                                            | 55.3                                            | 60.1                                            | 60.6                                            | 54.0                                            | 43.8                                            | 34.8                                            | 40.9                                            | 52.9                                            | 54.3                                            | 63.8                                            | 67.7                                            | 54.7                                            |
| المصدر #1: الإدارة الوطنية للمحيطات والغلاف الجوي (فترة : 1961–1990)                                       |                                                 |                                                 |                                                 |                                                 |                                                 |                                                 |                                                 |                                                 |                                                 |                                                 |                                                 |                                                 |                                                 |
| المصدر #2: climatebase.ru (الدرجات القصوى، الرطوبة) المصدر الثالث : Climate Zone (الأيام الممطرة والمثلجة) |                                                 |                                                 |                                                 |                                                 |                                                 |                                                 |                                                 |                                                 |                                                 |                                                 |                                                 |                                                 |                                                 |

## مواضيع ذات صلة

### وصلات داخلية
- ولاية سطيف
- دائرة صالح باي